# الفبای برمه‌ای
الفبای برمه ای (برمه‌ای: မြန်မာအက္ခရာ) یک نوع ابوگیدا است که برای نوشتن زبان برمه‌ای استفاده می شود.